# Liste des stations du Docklands Light Railway

Plan de la ligne du Docklands Light Railway, avec la situation des stations.

La liste des stations du Docklands Light Railway, est une liste alphabétique des stations de la ligne de métro léger automatique Docklands Light Railway (DLR) sur le territoire du Grand Londres en Angleterre. Voir aussi la liste alphabétique complète des stations du métro de Londres. 
- Haut – A
- B
- C
- D
- E
- F
- G
- H
- I
- J
- K
- L
- M
- N
- O
- P
- Q
- R
- S
- T
- U
- V
- W
- X
- Y
- Z

## A
| Station    | Branche DLR | Correspondance (s) | Zone(s) |
| ---------- | ----------- | ------------------ | ------- |
| Abbey Road | est-nord    |                    | 3       |
| All Saints | nord        |                    | 2       |

## B
| Station      | Branche DLR      | Correspondance (s)                                                                 | Zone(s) |
| ------------ | ---------------- | ---------------------------------------------------------------------------------- | ------- |
| Bank         | ouest (terminus) | station Bank : Central Northern Waterloo & City station Monument : Circle District | 1       |
| Beckton      | est (terminus)   |                                                                                    | 3       |
| Beckton Park | est              |                                                                                    | 3       |
| Blackwall    | est              |                                                                                    | 2       |
| Bow Church   | nord             | station Bow Road : District Hammersmith & City                                     | 2       |

## C
| Station      | Branche DLR       | Correspondance (s)             | Zone(s) |
| ------------ | ----------------- | ------------------------------ | ------- |
| Canary Wharf | sud               | station Canary Wharf : Jubilee | 2       |
| Canning Town | est-nord et ouest | station Canning Town : Jubilee | 3       |
| Crossharbour | sud               |                                | 2       |
| Custom House | est               |                                | 3       |
| Cutty Sark   | sud               |                                | 2 et 3  |
| Cyprus       | est               |                                | 3       |

## D
| Station         | Branche DLR | Correspondance (s) | Zone(s) |
| --------------- | ----------- | ------------------ | ------- |
| Deptford Bridge | sud         |                    | 2 et 3  |
| Devons Road     | nord        |                    | 2       |

## E
| Station       | Branche DLR | Correspondance (s) | Zone(s) |
| ------------- | ----------- | ------------------ | ------- |
| East India    | est         |                    | 2 et 3  |
| Elverson Road | sud         |                    | 2 et 3  |

## G
| Station        | Branche DLR | Correspondance (s) | Zone(s) |
| -------------- | ----------- | ------------------ | ------- |
| Gallions Reach | est         |                    | 3       |
| Greenwich      | sud         | gare de Greenwich  | 2 et 3  |

## H
| Station     | Branche DLR | Correspondance (s) | Zone(s) |
| ----------- | ----------- | ------------------ | ------- |
| Heron Quays | sud         |                    | 2       |

## I
| Station        | Branche DLR | Correspondance (s) | Zone(s) |
| -------------- | ----------- | ------------------ | ------- |
| Island Gardens | sud         |                    | 2       |

## K
| Station       | Branche DLR | Correspondance (s) | Zone(s) |
| ------------- | ----------- | ------------------ | ------- |
| King George V | est         |                    | 3       |

## L
| Station             | Branche DLR    | Correspondance (s)       | Zone(s) |
| ------------------- | -------------- | ------------------------ | ------- |
| Langdon Park        | nord           |                          | 2       |
| Lewisham            | sud (terminus) | gare de Lewisham         | 2 et 3  |
| Limehouse           | ouest          | gare de Limehouse        | 2       |
| London City Airport | est            | Aéroport de Londres-City | 3       |

## M
| Station  | Branche DLR | Correspondance (s) | Zone(s) |
| -------- | ----------- | ------------------ | ------- |
| Mudchute | sud         |                    | 2       |

## P
| Station           | Branche DLR | Correspondance (s) | Zone(s) |
| ----------------- | ----------- | ------------------ | ------- |
| Pontoon Dock      | est         |                    | 3       |
| Poplar            | est         |                    | 2       |
| Prince Regent     | est         |                    | 3       |
| Pudding Mill Lane | nord        |                    | 2 et 3  |

## R
| Station        | Branche DLR | Correspondance (s) | Zone(s) |
| -------------- | ----------- | ------------------ | ------- |
| Royal Albert   | est         |                    | 3       |
| Royal Victoria | est         | Emirates Air Line  | 3       |

## S
| Station                 | Branche DLR                 | Correspondance (s)                                    | Zone(s) |
| ----------------------- | --------------------------- | ----------------------------------------------------- | ------- |
| Shadwell                | ouest                       | gare de Shadwell                                      | 2       |
| South Quay              | sud                         |                                                       | 2       |
| Star Lane               | est-nord                    |                                                       | 3       |
| Stratford               | est-nord et nord (terminus) | station Stratford : Central Jubilee gare de Stratford | 3       |
| Stratford High Street   | est-nord                    |                                                       | 3       |
| Stratford International | est-nord (terminus)         | gare de Stratford International                       | 3       |

## T
| Station       | Branche DLR      | Correspondance (s)       | Zone(s) |
| ------------- | ---------------- | ------------------------ | ------- |
| Tower Gateway | ouest (terminus) | gare de Fenchurch Street | 1       |

## W
| Station          | Branche DLR    | Correspondance (s)                                                      | Zone(s) |
| ---------------- | -------------- | ----------------------------------------------------------------------- | ------- |
| Westferry        | ouest          |                                                                         | 2       |
| West Ham         | est-nord       | station West Ham : District Hammersmith & City Jubilee gare de West Ham | 3       |
| West India Quay  | sud            | gare de Canary Wharf (en)                                               | 2       |
| West Silvertown  | est            |                                                                         | 3       |
| Woolwich Arsenal | est (terminus) | gare de Woolwich Arsenal                                                | 4       |